# 산골 나그네 (드라마)
《산골 나그네》는 1982년 4월 17일에 방영된 TV문학관이다.

## 출연
- 정윤희
- 김순철
- 사미자
- 김성환
- 윤덕용
- 김봉근
- 이현두
- 오중훈
- 황범식
- 박승규
- 홍영자
- 신수강
- 박현정
- 이미경
- 임영식
- 박해상
- 장순국